# Bagacum Nerviorum
Bagacum Nerviorum, actuellement Bavay, est la capitale d'une civitas romaine, chef-lieu du peuple des Nerviens implantée entre 19 et 15 av. J.-C.

## Toponymie
Le nom de Bagacum est un dérivé en -acum, suffixe localisant à l'origine, précédé de l'ancien terme celtique bagos, hêtre. L'archétype originel devait être *Bāgākon. Il est homonyme de Beiach (ancien *Bāgākon également), nom d'une forêt suisse et peut-être Bahais (Basse-Normandie). Il signifie hêtraie.
L'indo-européen *bhāgós est également l'origine du latin fagus (italien faggio, occitan fay, français dial. fau, fou), hêtre et du germanique *bōkjō, hêtre (allemand Buche, anglais beech)

## Historique

### Fondation et développement de la cité

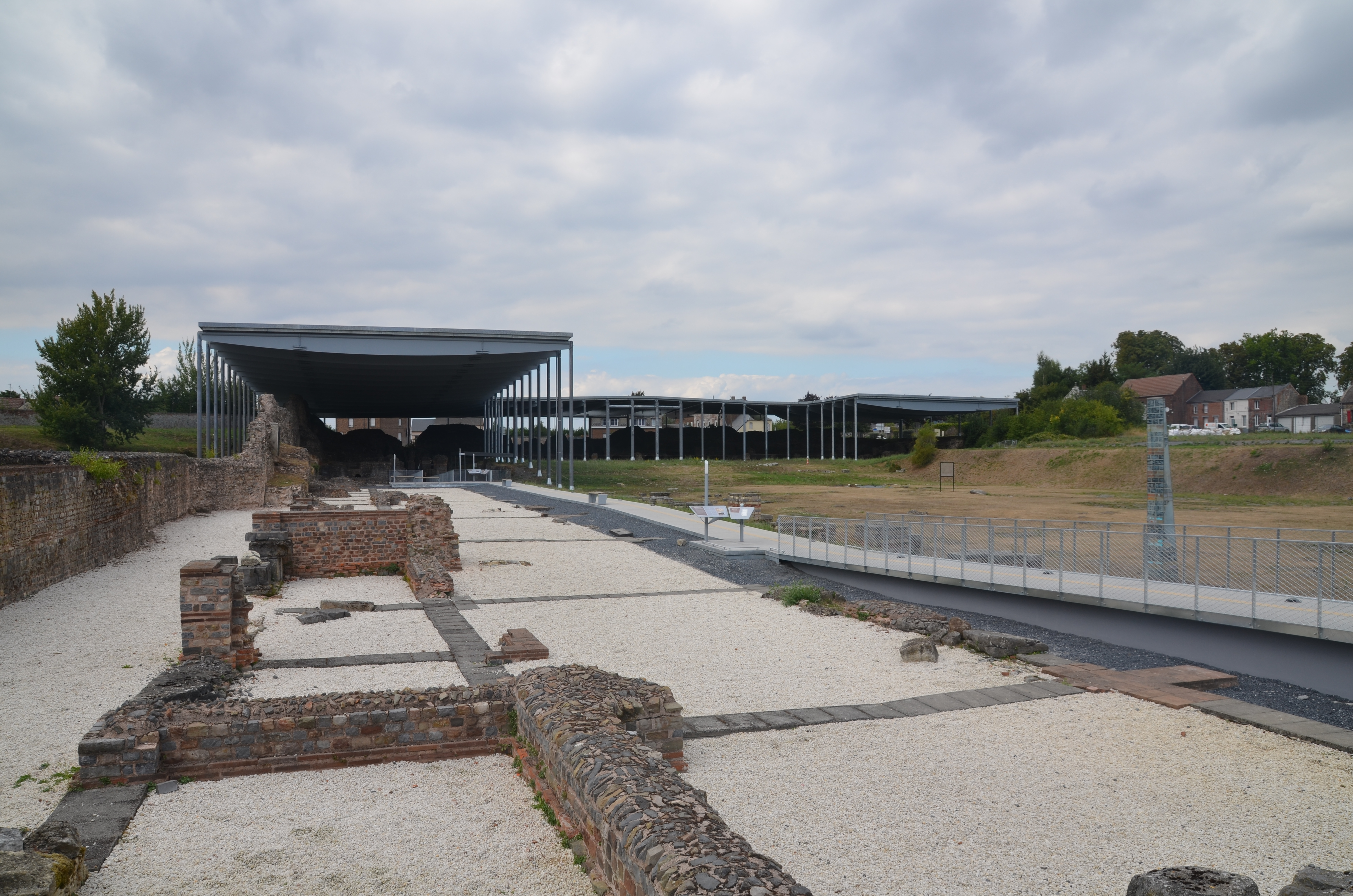
Vestiges du site archéologique avec l'aménagement de 2022.

#### Une fondation de la fin duIersiècleav. J.-C.
À l'avènement d'Auguste l'essentiel de la Gaule est conquis par les Romains. L'empereur la divise en trois provinces : l'Aquitaine, la Celtique et la Belgique, entre Seine et Rhin. Cette dernière est divisée elle-même en dix-huit cités, dont la cité des Nerviens, Civitas Nerviorum, qui a pour chef-lieu Bavay, Bagacum Nerviorum. Cette ville est desservie par plusieurs voies et figure sur la table de Peutinger.
Bavay est fondé probablement à l'époque d'Auguste, dans l'avant-dernière décennie avant notre ère selon Jean-Louis Boucly, et se développe rapidement. En 4 av. J.-C. on érige un monument sur le forum, pour commémorer le passage de Tibère qui semble avoir donné une impulsion notable à l'extension de la ville. À l'époque claudienne, la ville a une superficie estimée à huit hectares et au IIe siècle Bavay couvre environ quarante hectares.

#### Une intense activité artisanale

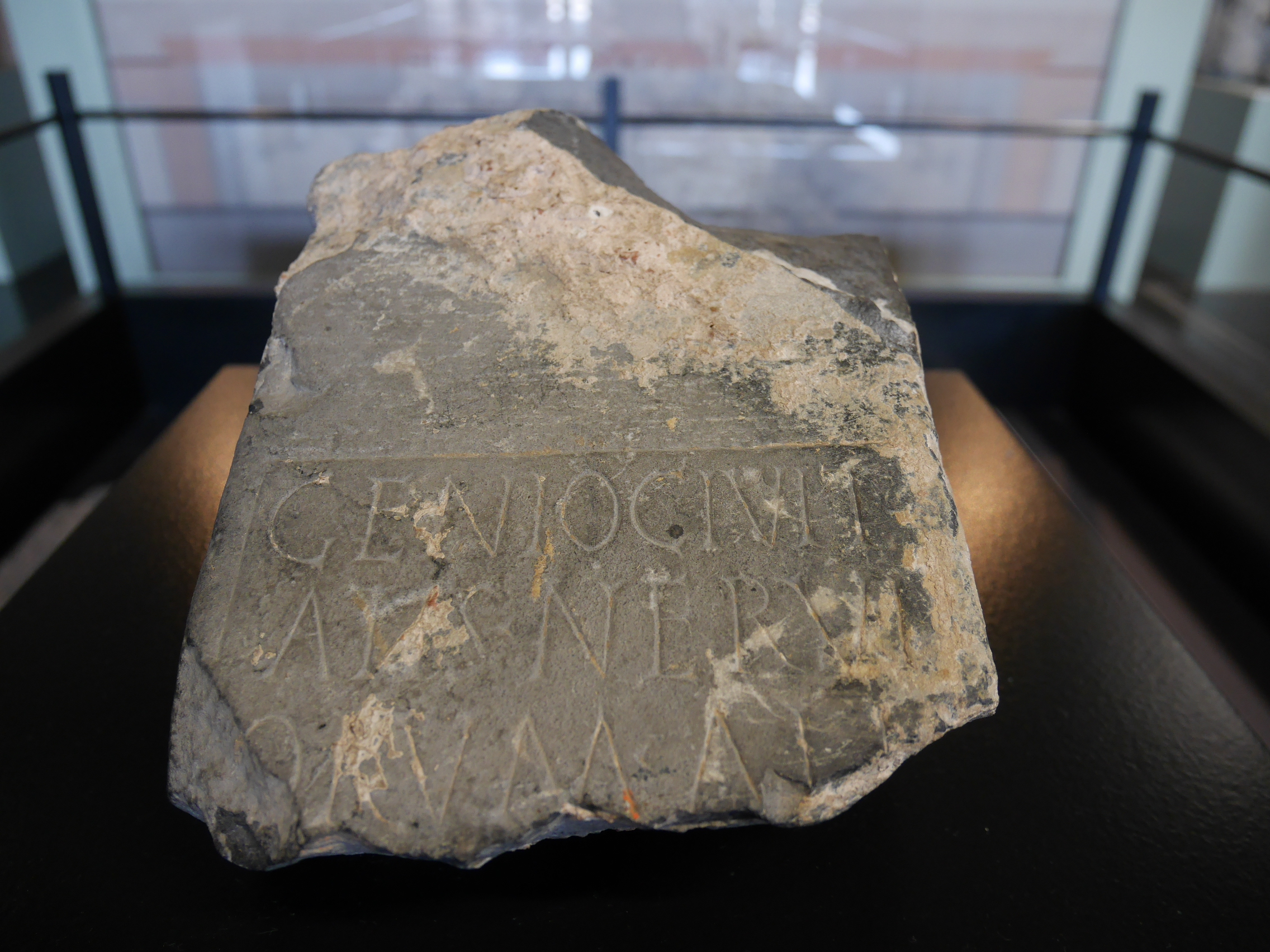
Pierre gravée d'une dédicace GENIO CIVITATIS NERVIORVM « au génie de la cité des Nerviens » (musée de Bavay).

De cette bourgade nouvelle où les débouchés commerciaux ne devaient pas manquer, artisans et commerçants affluèrent bientôt. Si la Narbonnaise devait être la province d'origine du citoyen qui fit ériger le monument en l'honneur de Tibère, c'est de la Marne et peut-être aussi de la Côte d'Or que vinrent s'installer les officines de potiers du sud de la ville. Ils y fabriquèrent, dès 15 av. J.-C. sans doute, de la superbe vaisselle en terra nigra, noire ou grise métallescente, trouvée en abondance en 1972, avec des débris d'amphores italiques, de vases lyonnais unis ou décorés.
Si des Nerviens, de l'aristocratie romanisée, comme l'atteste le gentilice IULIUS, imitaient le mode de vie des vainqueurs, d'autres habitants de Bagacum, enrôlés comme auxiliaires dans les armées romaines, participèrent aux opérations contre les peuples alpins de 16 à 14 av. J.-C. et rapportèrent des monnaies orientales, frappées par les Helvètes et les Vindelici.

### Les invasions germaniques desIIeetIIIesiècles
Dès la fin du IIe siècle, des peuples germaniques remontent le cours de l'Escaut et atteignent la voie Tongres-Bavay où ils se livrent à des pillages. Au milieu du IIIe siècle, en 253-254, les Francs passent le Rhin, sont repoussés par l'empereur Gallien et reviennent entre 259 et 263. En 275, les Alamans se joignent aux Francs. Malgré la résistance des empereurs des Gaules Postumus et Tetricus, des villes sont ravagées, dont Boulogne, Amiens, Bavay. Il s'ensuit une période de déclin et de troubles.

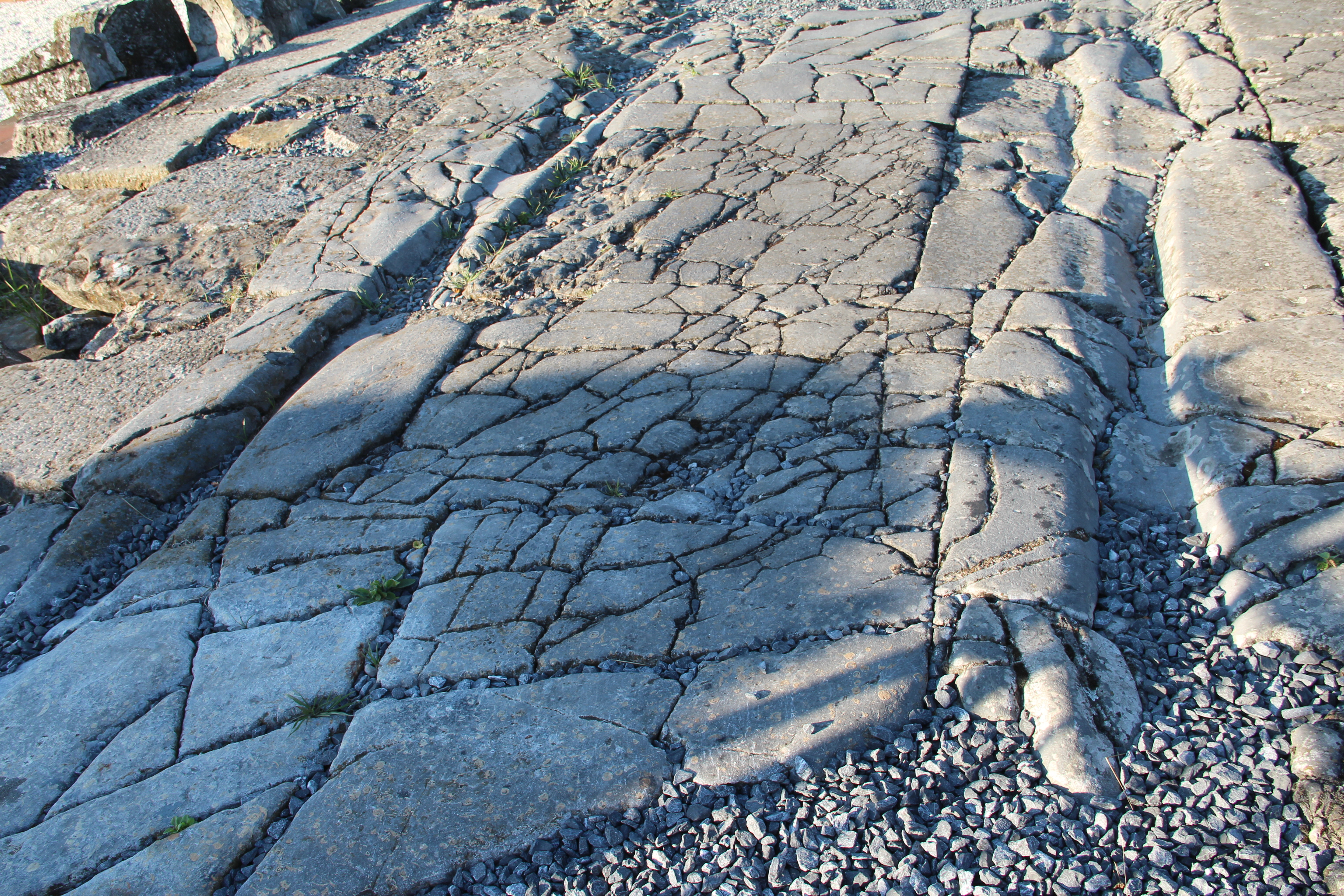
Ornières profondes creusées par le charroi de l'époque dans la voie romaine Bavay-Cologne.

Une fois la paix revenue avec Dioclétien et la tétrarchie, à la fin du IIIe siècle, les villes se protègent : la première fortification de Bavay date du dernier quart du IIIe siècle. La pierre des édifices détruits est réutilisée à l'époque constantinienne pour doubler cette première enceinte et construire deux castella. 

### Le déclin de la cité finIVe- débutVesiècle
Cependant le déclin de Bavay est inéluctable : la superficie de la ville, resserrée sur sa double enceinte, est passée de 40 hectares à 4 ou 6 hectares et d'après la Notice des Dignités, tableau officiel de l'administration impériale datant du début du Ve siècle, Cambrai (Camaracum) a, à cette époque, remplacé Bavay comme chef-lieu des Nerviens. Des forts ayant été construits le long des routes de Cologne à Bavay et Cambrai, et de Boulogne à Cambrai, cette bourgade moins exposée aux envahisseurs que Bavay a en effet pris une importance stratégique.
Les ultimes témoignages d'une occupation dans le forum ne vont pas au-delà des années 430 à 450.

## Morphologie urbaine

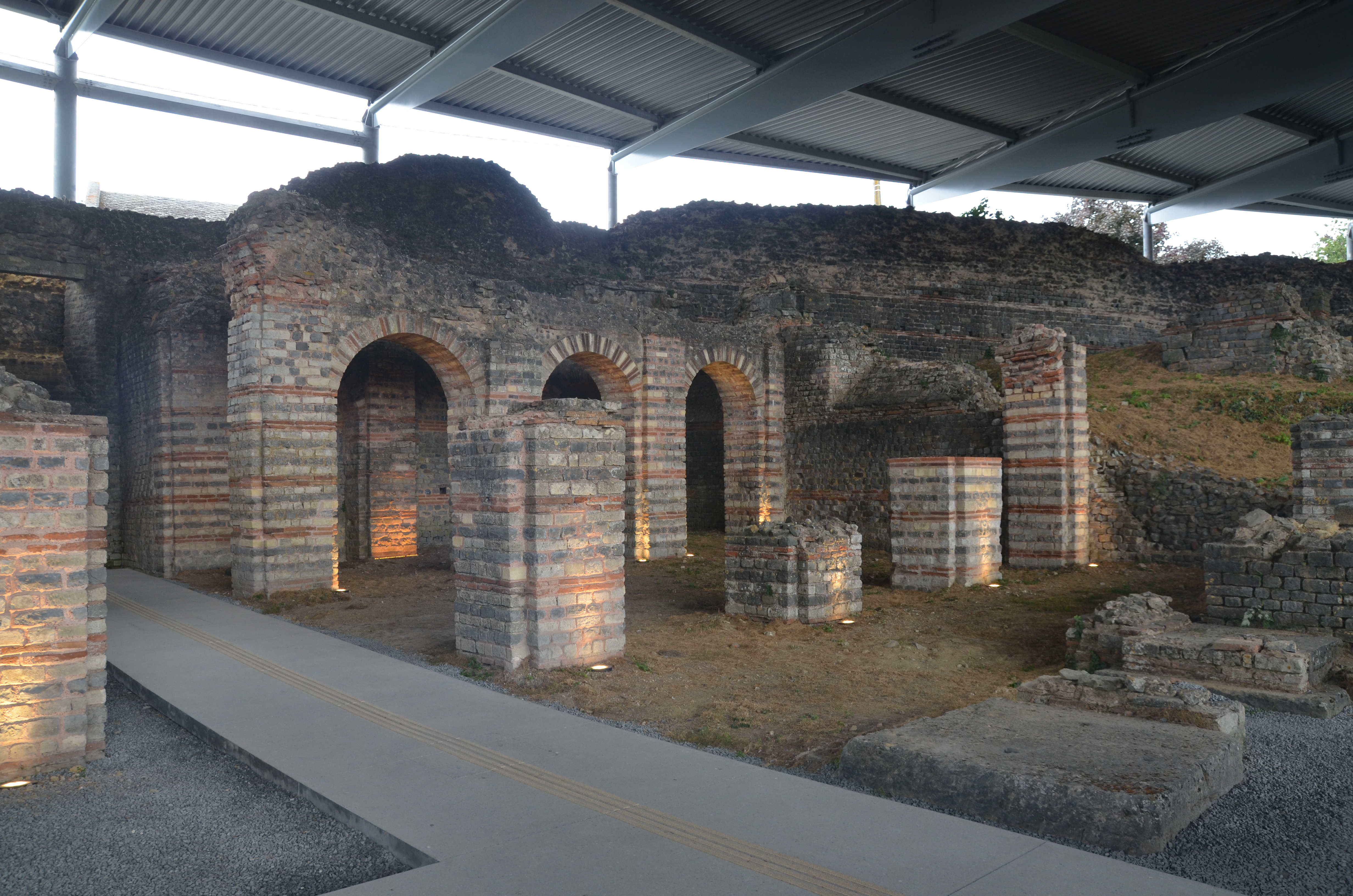
Piliers du crypto-portique après l'aménagement de 2022.

Dès le début il semble que la ville ait eu un plan en damier. Le plan initial est celui d'un forum tripartite clos, très répandu dans la seconde moitié du Ier siècle. Il a été conservé tout au long des réaménagements de la cité.
- Le Forum cryptoportique date de 150. Il est l'un des seuls en France qui a pu être entièrement dégagé et sa basilique longue de 98 m est la plus grande découverte à ce jour. Maurice Hénault, en 1906, découvrit au début du XXe siècle un forum et des thermes alimentés par un aqueduc amenant les eaux d'une fontaine située à une vingtaine de kilomètres. Henri Bievelet, de 1942 à 1976, a dégagé à l'ouest la plus grande partie des cryptoportiques ainsi que l'esplanade et à l'est la basilique civile.
- Bavay était un carrefour important : huit voies reliaient en effet ce chef-lieu aux peuples voisins : Tongres et Cologne; Dinant et Trèves; Anvers et Utrecht; Gand et Bruges; Valenciennes et Tournai; Cambrai et Amiens; Vermand et Beauvais; Avesnes et Reims. Le tracé de ces voies est encore visible sur les cartes routières d'aujourd'hui.